# Reinhard Geise
Reinhard Geise (* 17. Oktober 1969 in Münster) ist ein ehemaliger deutscher Fußballspieler.

## Werdegang
Der Mittelfeld Reinhard Geise begann seine Karriere beim Münsteraner Stadtteilverein DJK Wacker Mecklenbeck und wechselte im Sommer 1985 zu Preußen Münster. Vier Jahre später wurde er mit den Preußen Meister der Oberliga Westfalen und schaffte in der folgenden Aufstiegsrunde den Sprung in die 2. Bundesliga. Geise gab sein Profidebüt am 30. September 1989 beim 2:0-Sieg von Münster gegen Blau-Weiß 90 Berlin. Zwei Jahre später stieg er mit seiner Mannschaft wieder in die Oberliga Westfalen ab und wechselte zum Ligarivalen FC Gütersloh. Mit den Güterslohern wurde er 1995 Meister der Oberliga Westfalen und kehrte zu Preußen Münster zurück, für die er noch vier Jahre spielen sollte. 
Reinhard Geise absolvierte 30 Zweitligaspiele für Preußen Münster, blieb dabei aber ohne Torerfolg. Seit 2002 arbeitet Geise beim Sportvermarkter Sportfive in Hamburg. Er ist verheiratet und hat zwei Kinder.